# Old Mystic
Old Mystic is een plaats (census-designated place) in de Amerikaanse staat Connecticut, en valt bestuurlijk gezien onder New London County.

## Demografie
Bij de volkstelling in 2000 werd het aantal inwoners vastgesteld op 3205.

## Geografie
Volgens het United States Census Bureau beslaat de plaats een oppervlakte van
11,4 km², waarvan 11,1 km² land en 0,3 km² water. Old Mystic ligt op ongeveer 19 m boven zeeniveau.

## Plaatsen in de nabije omgeving
De onderstaande figuur toont nabijgelegen plaatsen in een straal van 12 km rond Old Mystic.